# Het Hogeland
Het Hogeland (en groningués: t Hoogelaand) es un municipio de la Provincia de Groninga al norte de los Países Bajos, creado el 1 de enero de 2019 por la fusión de cuatro antiguos municipios: Bedum, De Marne, Eemsmond y Winsum.